# شینگو کوکیتا
شینگو کوکیتا (انگلیسی: Shingo Kukita؛ زادهٔ ۲۴ سپتامبر ۱۹۸۸) بازیکن فوتبال اهل ژاپن است.